# Buug
Buug là một đô thị hạng 3 ở tỉnh Zamboanga Sibugay, Philippines. Theo điều tra dân số năm 2000 của Philipin, đô thị này có dân số 33.623 người trong 6.671 hộ.

## Các đơn vị hành chính
Buug được chia thành 27 barangay.
| - Agutayan - Bagong Borbon - Basalem - Bawang - Bliss - Bulaan - Compostela - Danlugan - Datu Panas - Del Monte - Guintuloan - Guitom - Guminta - Labrador | - Lantawan - Mabuhay - Maganay - Manlin - Muyo - Pamintayan - Pling - Poblacion - Pulog - San Jose - Talairan - Talamimi - Villacastor (Galit) |